# Chi Du
Ulmus là một chi thực vật trong họ Ulmaceae.

## Hình ảnh

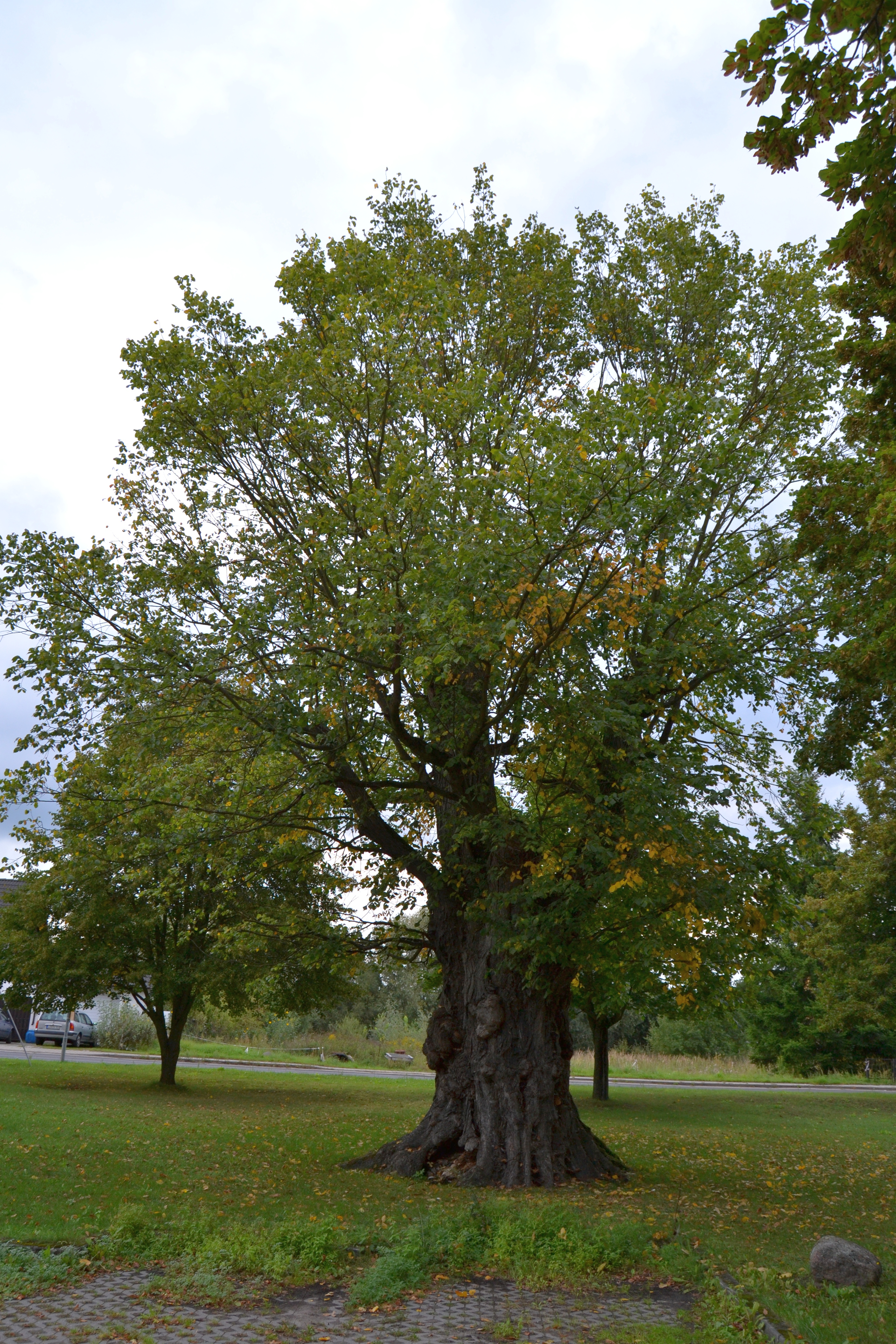
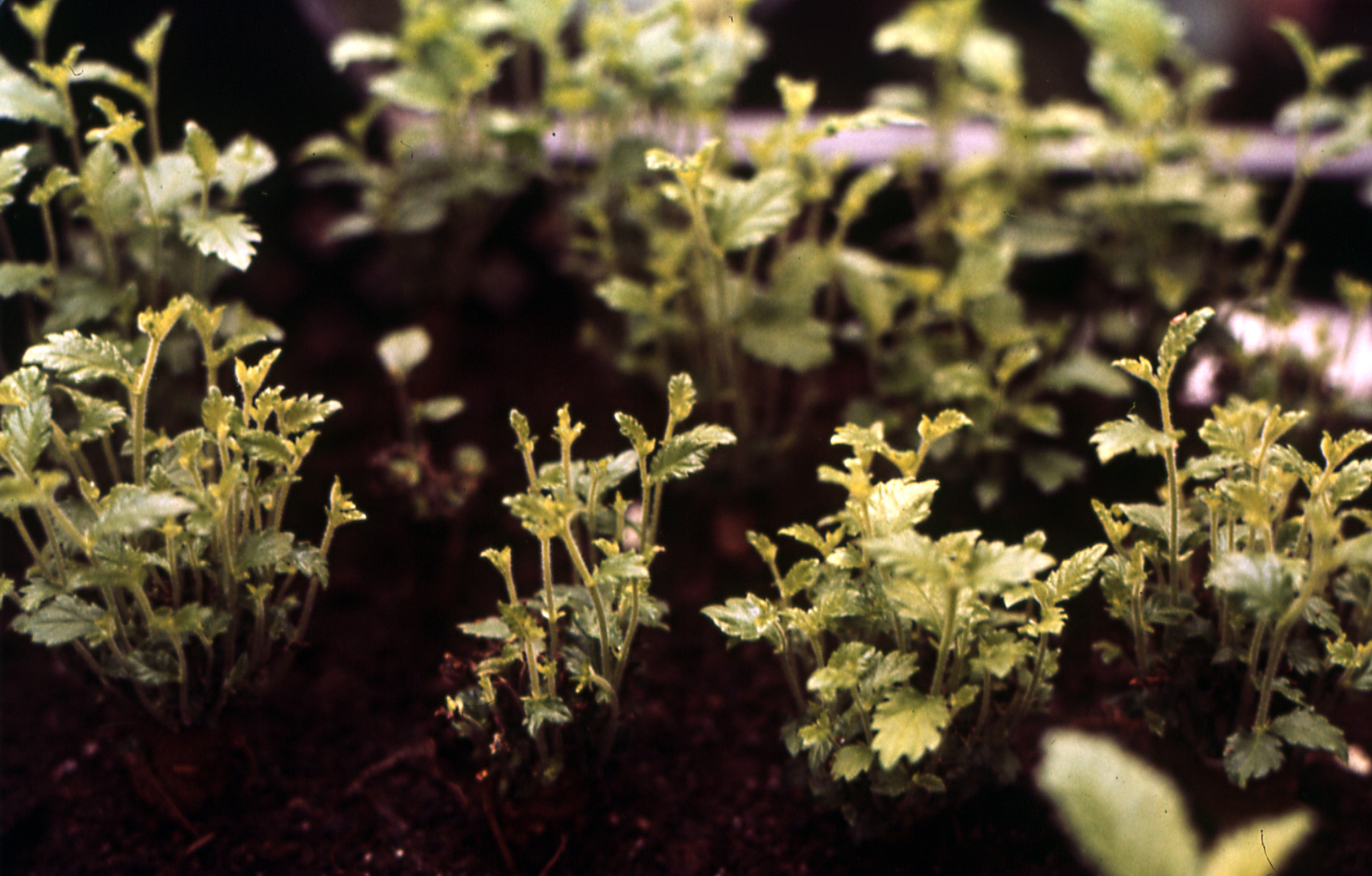
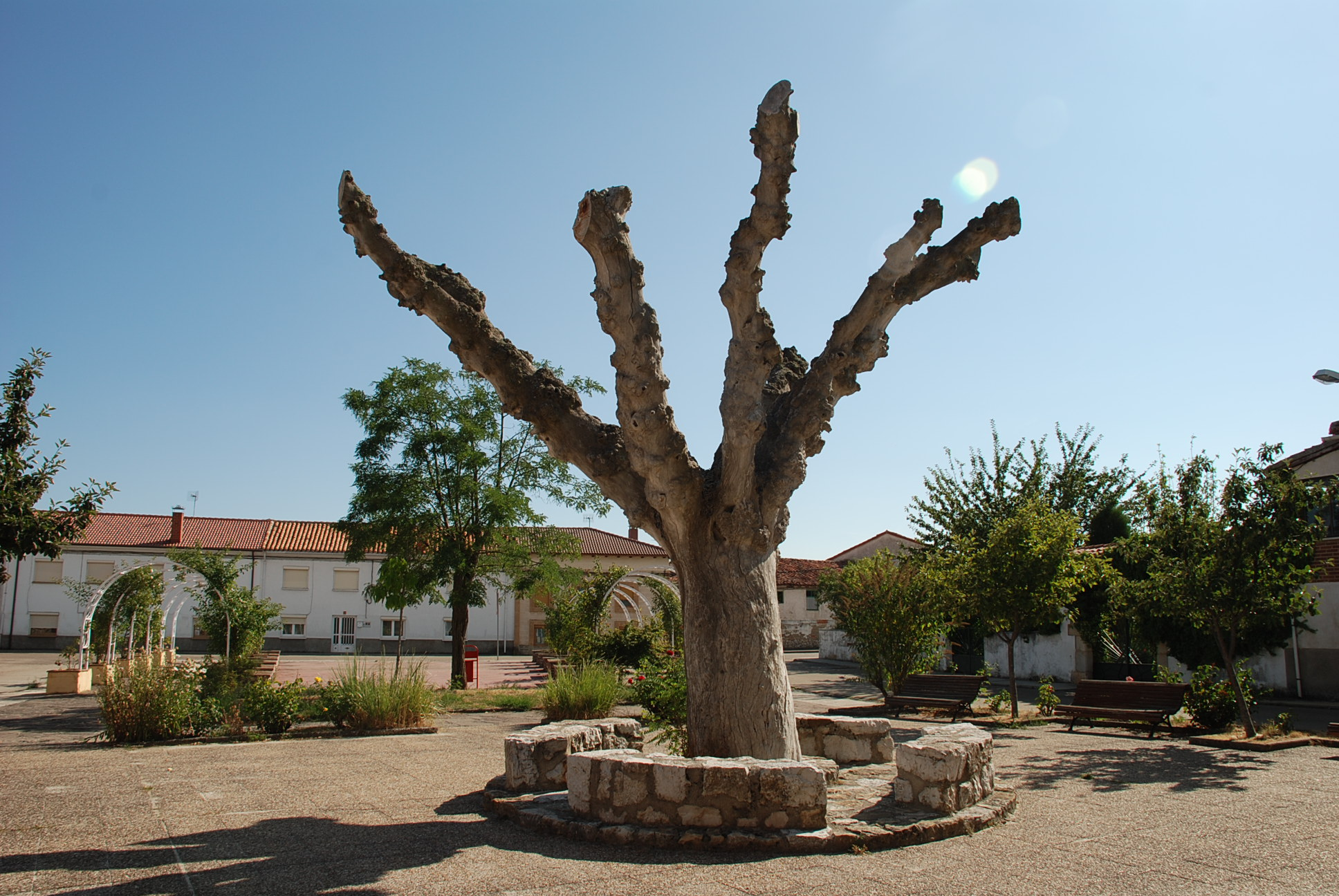
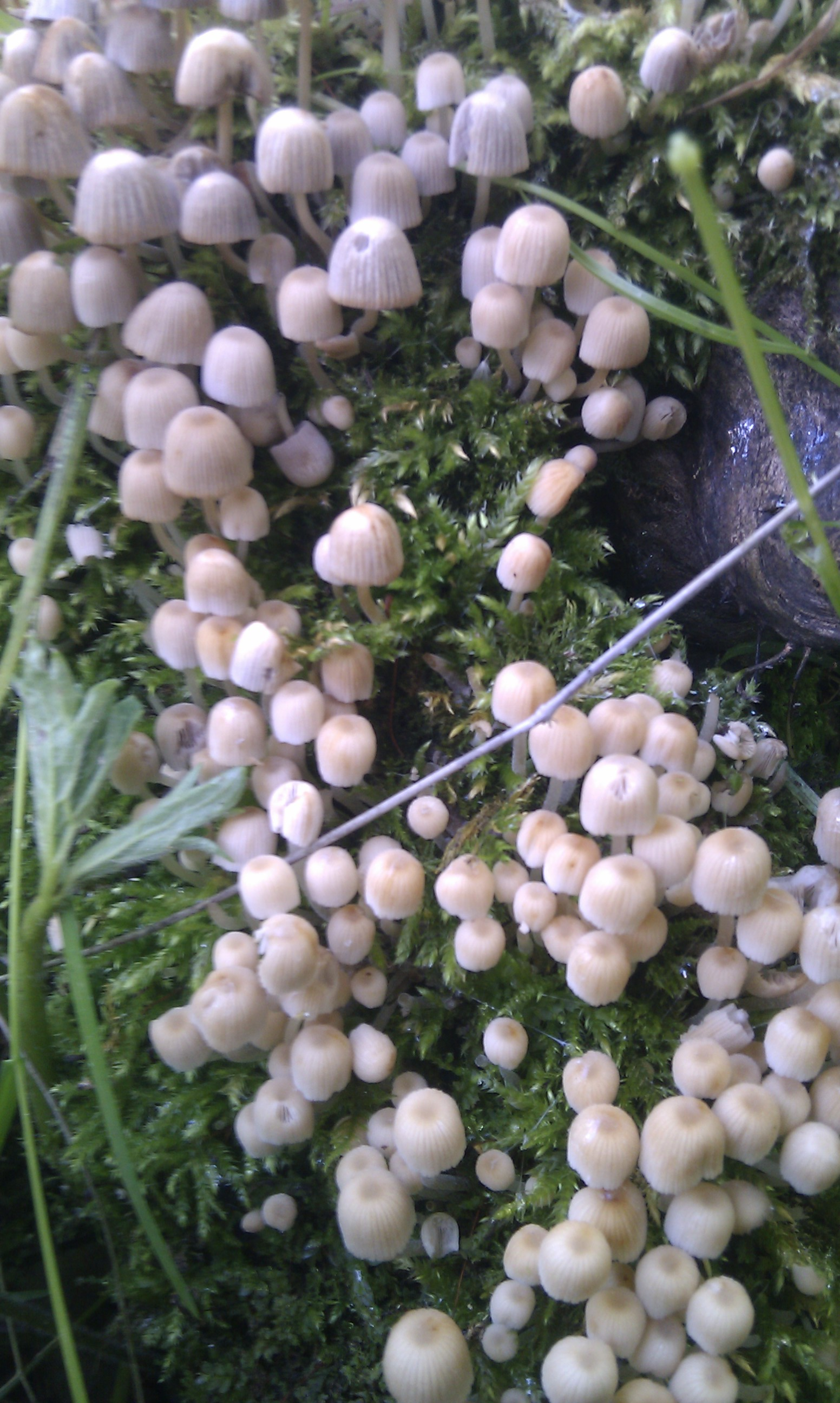
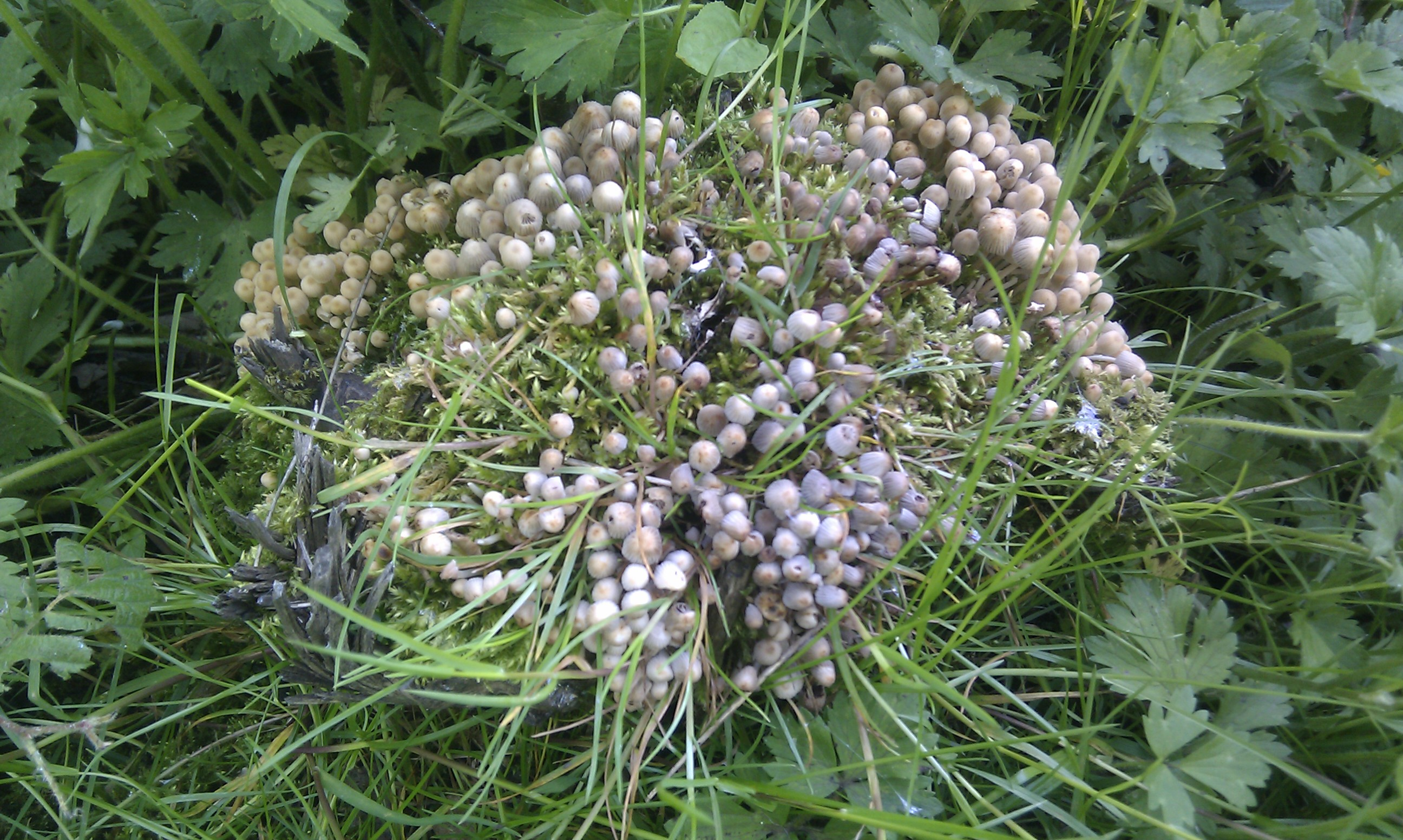
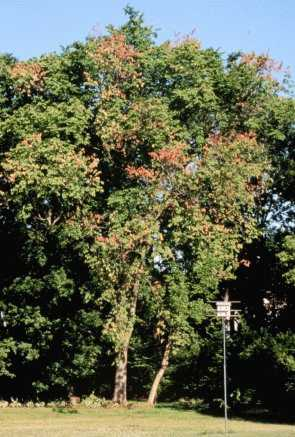

## Các loài
- Ulmus alata
- Ulmus americana
- Ulmus androssowii
- Ulmus bergmanniana
- Ulmus boissieri
- Ulmus brandisiana
- Ulmus castaneifolia
- Ulmus changii
- Ulmus chenmoui
- Ulmus crassifolia
- Ulmus davidiana
- Ulmus elongata
- Ulmus gaussenii
- Ulmus glabra
- Ulmus glaucescens
- Ulmus harbinensis
- Ulmus hollandica
- Ulmus integrifolia
- Ulmus intermedia
- Ulmus ismaelis
- Ulmus laciniata
- Ulmus laevis
- Ulmus lamellosa
- Ulmus lanceifolia
- Ulmus lesueurii
- Ulmus macrocarpa
- Ulmus mexicana
- Ulmus microcarpa
- Ulmus minor
- Ulmus parvifolia
- Ulmus plotii
- Ulmus procera
- Ulmus prunifolia
- Ulmus pseudopropinqua
- Ulmus pumila
- Ulmus rubra
- Ulmus serotina
- Ulmus szechuanica
- Ulmus thomasii
- Ulmus tonkinensis
- Ulmus uyematsui
- Ulmus wallichiana